# Udoteaceae
Udoteaceae é uma família de algas, pertencente à ordem Bryopsidales.

## Géneros
| - Avrainvillea - Boodleopsis - Botryodesmis - Chlorodesmis - Cladocephalus - Penicillus - Poropsis - Pseudochlorodesmis - Pseudopenicillus | - Rhipidosiphon - Rhipilia - Rhipiliella - Rhipiliopsis - Rhipocephalus - Siphonogramen - Tydemania - Udotea |